# أحمد سلمان (داعية)
أحمد سلمان الأحمدي الحربي (1988-) رجل دين شيعي، ولد في تونس لأب من إصول سعودية وأم تونسية، وهو يرأس مركز أهل البيت للدراسات الإسلامية في تونس، وإمام في عدد من مساجدها، وكان أول ظهور إعلامي له على التلفاز التونسي سنة 2020.

## السيرة الذاتية
ولد أحمد بن سليم بن سلمان الأحمدي الحربي بتاريخ 7 يناير 1988 في تونس، لأب من أصول سعودية وأم تونسية، ويرجع النسب الأول لأبيه إلى قبيلة حرب من ضواحي المدينة المنورة، وقد أنهي دراسته بالعاصمة التونسية، وأعتنق المذهب الشيعي في بداية شبابه وقرر السفر للدراسة في الحوزة العلمية والدينية في محافظة النجف في العراق، ويعتبر الشيخ علي آل محسن هو الأب الحوزوي له، وبدأ بنشاطاته الدينية والمذهبية بعد توقيع اتفاقية التعايش السلمي بين الأديان في تونس ما بعد الثورة التونسية عام 2010 - 2011، كما أنه أسس مركز أهل البيت (ع) عام 2019 في تونس، وكانت أول مناظرة له عام 2021، وسعى بأخذ الاعتراف الحكومي والشعبي بالوجود الشيعي في تونس عام 2022.

## اللقاءات والحوارات
- برنامج باللمارة، تقديم برهان بسيس على قناة قرطاج.
- الشباب وتحديات العصر.
- تاريخ التشيع في تونس في برنامج للتاريخ على قناة التاسعة التونسية.
- من الشهيد إلى الحفيد: الثائر زيد في برنامج بيان على قناة كربلاء.
- كتاب مسموع : سلسلتين في قناة العراقي TV
  - الإسرائيليات في التراث الإسلامي
  - صناعة التطرف الإسلامي وجذوره

## المحاضرات والمناظرات
- الأنبياء والشبهات المعاصرة.
- موقف أهل البيت من الفتوحات ومشروعيتها.
- جرائـم خالد بن الوليد في بلاد فارس وما جرى في المغرب العربي بإسم فتوحات إسلامية.
- برنامج حيث نلتقي على تلفزيون التونس.
- التشيع في تونس: حوار على القناة التاسعة التونسية.
- مناظرة حول عاشوراء على قناة النجباء الفضائية.
- مناظرة حول الغدير على قناة النجباء الفضائية.
- مناظرة حول الغدير ج3 بين (الشيخ أحمد سلمان) و (الشيخ عبد العزيز الشريف).
- مناظرة حول سقوط بغداد بيد المغول: من المسؤول؟ قناة النجباء الفضائية.
- حوار حول شبهة تأسيس المذهب الإثني عشري على يد الشيخ المفيد في برنامج حوار الأفكار على قناة النجباء الفضائية.
- سر خلود القضية الحسينية والرد على الشبهات في برنامج حوار الأفكار على قناة النجباء الفضائية.
- حوار مفتوح في بغداد.
- حوار حول الدين وتقييد الحريات.[3]

## المؤلفات
- أجوبة المسائل الأزهرية حول مصادر التشريع عند الأمامية.[4]
- الشهب الأحمدية، في الرد على مدعي المهدوية، دعوة أحمد الحسن في الميزان.
- براءة نساء الأنبياء من الزنا، بين التحقيق والتلفيق.
- تفسير القمي بحث حول النسخة المتداولة.
- كتاب مبيت الامام علي ليلة الهجرة.
- سيدة الإماء قراءة جديدة في هويتها وسيرتها.
- كتاب فاطمة الزهراء، أحداث ما بعد رحيل الخاتم (ص).
- كتاب من البذرة إلى الثمرة، صفحات من تاريخ التشيع في تونس.
- كتاب نهج البلاغة فوق الشبهات والتشكيكات.[5]
- كتاب وإبتغوا إليه الوسيلة.
- كتاب وهم القراءة المنسية.
- الصندوق الاسود لأحداث رحيل نبي الإسلام (فإن محمدًا قد مات)[ا]
- قصة الحبيب (ص)